# 500 miles d'Indianapolis 1961

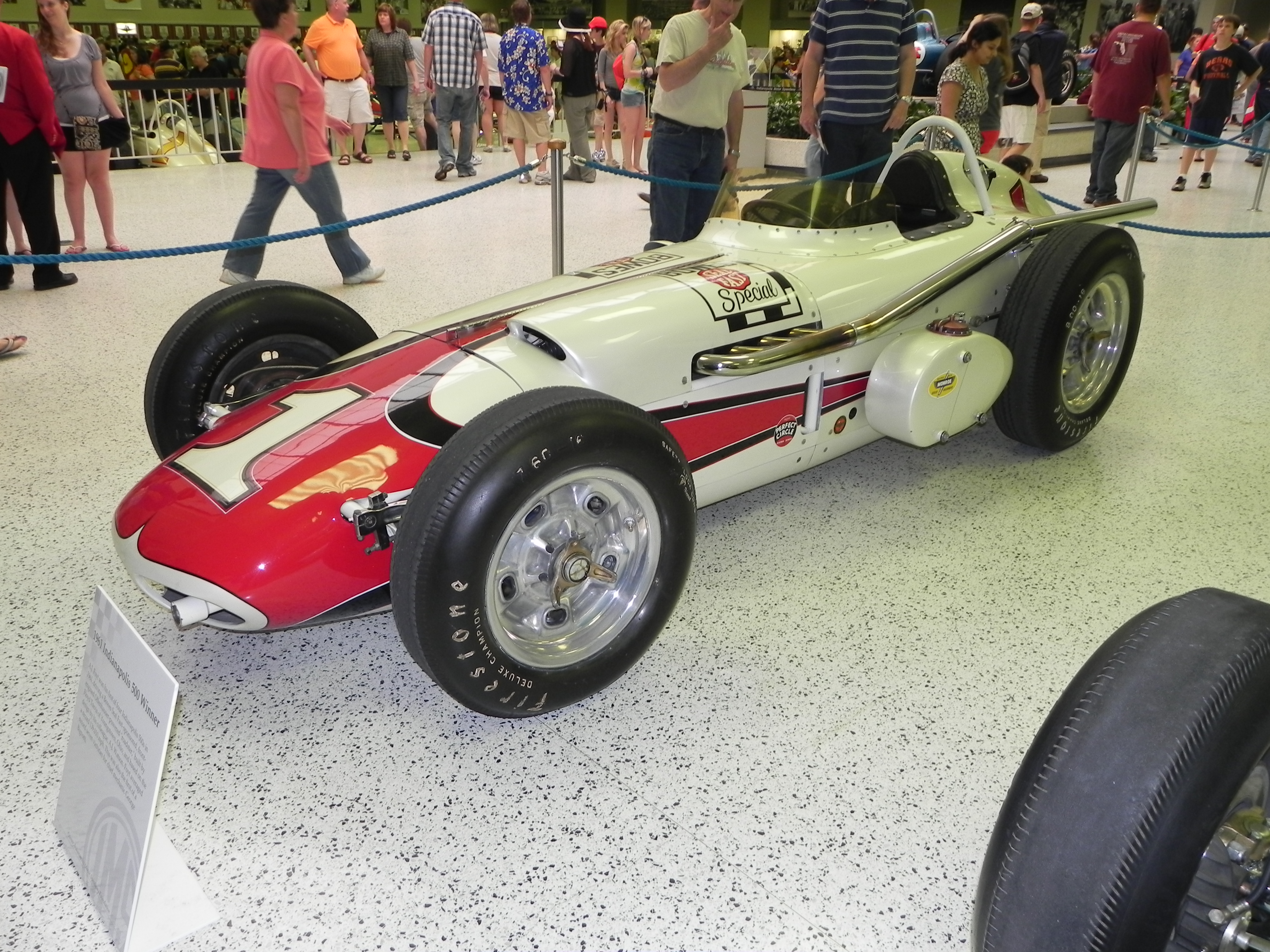
La Trevis-Offenhauser d'A. J. Foyt, victorieuse de l'édition 1961 des 500 miles d'Indianapolis.

Les 500 miles d'Indianapolis 1961, courus sur l'Indianapolis Motor Speedway et organisés le mardi 30 mai 1961, ont été remportés par le pilote américain A. J. Foyt sur une Trevis-Offenhauser.

## Grille de départ
| Ligne | Intérieur       | Milieu          | Extérieur        |
| 1     | Eddie Sachs     | Don Branson     | Jim Hurtubise    |
| 2     | Rodger Ward     | Parnelli Jones  | Dick Rathmann    |
| 3     | A. J. Foyt      | Len Sutton      | Bill Cheesbourg  |
| 4     | Eddie Johnson   | Jim Rathmann    | Wayne Weiler     |
| 5     | Jack Brabham    | A. J. Shepherd  | Gene Hartley     |
| 6     | Bob Christie    | Paul Goldsmith  | Shorty Templeman |
| 7     | Ebb Rose        | Johnny Boyd     | Jack Turner      |
| 8     | Troy Ruttman    | Jimmy Daywalt   | Bobby Grim       |
| 9     | Lloyd Ruby      | Al Keller       | Don Davis        |
| 10    | Chuck Stevenson | Roger McCluskey | Cliff Griffith   |
| 11    | Dempsey Wilson  | Norm Hall       | Bobby Marshman   |

La pole a été réalisée par Eddie Sachs à la moyenne de 237,348 km/h.

## Classement final
| no | Pilote              | Voiture                  | Tours | Temps/Abandon     |
| 1  | A. J. Foyt          | Trevis-Offenhauser       | 200   |                   |
| 2  | Eddie Sachs         | Ewing-Offenhauser        | 200   |                   |
| 3  | Rodger Ward         | Watson-Offenhauser       | 200   |                   |
| 4  | Shorty Templeman    | Meskowski-Offenhauser    | 200   |                   |
| 5  | Al Keller           | Phillips-Offenhauser     | 200   |                   |
| 6  | Chuck Stevenson     | Epperly-Offenhauser      | 200   |                   |
| 7  | Bobby Marshman (R)  | Epperly-Offenhauser      | 200   |                   |
| 8  | Lloyd Ruby          | Epperly-Offenhauser      | 200   |                   |
| 9  | Jack Brabham (R)    | Cooper-Climax            | 200   |                   |
| 10 | Norm Hall (R)       | Kurtis Kraft-Offenhauser | 200   |                   |
| 11 | Gene Hartley        | Trevis-Offenhauser       | 198   |                   |
| 12 | Parnelli Jones (R)  | Watson-Offenhauser       | 192   |                   |
| 13 | Dick Rathmann       | Watson-Offenhauser       | 164   | pompe à essence   |
| 14 | Paul Goldsmith      | Lesovsky-Offenhauser     | 160   | fuite d'huile     |
| 15 | Wayne Weiler        | Watson-Offenhauser       | 147   | roulement de roue |
| 16 | Dempsey Wilson      | Kuzma-Offenhauser        | 145   | pompe à essence   |
| 17 | Bob Christie        | Kurtis-Offenhauser       | 132   | moteur            |
| 18 | Eddie Johnson       | Kuzma-Offenhauser        | 127   | accident          |
| 19 | Len Sutton          | Watson-Offenhauser       | 110   | embrayage         |
| 20 | Troy Ruttman        | Watson-Sparks            | 105   | embrayage         |
| 21 | Johnny Boyd         | Watson-Offenhauser       | 105   | embrayage         |
| 22 | Jim Hurtubise       | Epperly-Offenhauser      | 102   | moteur            |
| 23 | Ebb Rose (R)        | Porter-Offenhauser       | 93    | mécanique         |
| 24 | Cliff Griffith      | Elder-Offenhauser        | 55    | moteur            |
| 25 | Jack Turner         | Kurtis-Offenhauser       | 52    | accident          |
| 26 | A. J. Shepherd (R)  | Christensen-Offenhauser  | 51    | accident          |
| 27 | Roger McCluskey (R) | Moore-Offenhauser        | 51    | accident          |
| 28 | Bill Cheesbourg     | Kuzma-Offenhauser        | 50    | accident          |
| 29 | Don Davis (R)       | Trevis-Offenhauser       | 49    | accident          |
| 30 | Jim Rathmann        | Watson-Offenhauser       | 48    | mécanique         |
| 31 | Jimmy Daywalt       | Kurtis Kraft-Offenhauser | 27    | freins            |
| 32 | Bobby Grim          | Watson-Offenhauser       | 26    | moteur            |
| 33 | Don Branson         | Epperly-Offenhauser      | 2     | moteur            |

Un (R) indique que le pilote était éligible au trophée du "Rookie of the Year" (meilleur débutant de l'année), attribué à Parnelli Jones et Bobby Marshman.

## Sources
- (en) Résultats complets sur le site officiel de l'Indy 500